# Bran, Charente-Maritime

Bran este o comună în departamentul Charente-Maritime, Franța. În 1 ianuarie 2022 avea o populație de 140 de locuitori.